# قنبلة إم 67
قنبلة M67 هي قنبلة يدوية يستخدمها الجيش الأمريكي، وهي بديل للقنبلة M26 التي استخدمت خلال الحروب الكورية والفيتنامية، وكذلك بديل للقنبلة القديمة Mk 2 والتي استخدمت أثناء الحرب العالمية الثانية. وتمتلك القنبلة M67 على قوة تفجير تصل إلى دائرة نصف قطرها حوالي 5 أمتار أو 16 قدماً. وقد تم اعتمادها في الجيش الأمريكي منذ عام 1968 وحتى الآن.

## دول تستخدمها
- الولايات المتحدة الأمريكية
- كندا : وتعرف عند القوات الكندية باسم: C13
- تركيا